# El desembarco (novela)
El desembarco (Le Camp des Saints, título original en francés) es una novela distópica de 1973 por Jean Raspail. La novela describe un futuro en el cual la migración pacífica en masa desde el tercer mundo a Francia y a Occidente desemboca en la destrucción de la civilización occidental. Casi cuarenta años después de su publicación original, el libro regresó a la lista de los mejor vendidos en 2011. El título es una referencia al libro bíblico de Revelación (Apocalipsis 20:9): «Y subieron sobre la anchura de la tierra, y circundaron el campo de los santos». El libro ha sido traducido a la mayoría de idiomas del mundo. En español, fue publicado por Plaza y Janés (Barcelona) en 1975 y por Áltera en 2007. Las ventas del libro ya exceden los 500,000 ejemplares.
En su publicación, el libro recibió elogios de algunas prominentes figuras literarias francesas, incluyendo, por ejemplo, Jean Anouilh, Jean Cau y Louis Pauwels. El historiador Henri Amouroux declaró: «¡Dios mío, no he visto un profeta en mi vida, usted es el primero!».
El artículo de cubierta de The Atlantic de diciembre de 1994 se centró en los temas de la novela, analizándolos en el contexto de las relaciones internacionales, y describiéndola como «el más políticamente incorrecto libro de la Francia de la segunda mitad del siglo XX». Sus autores, el historiador británico Paul Kennedy y el profesor de la Universidad de Columbia Matthew Connelly añadieron: «muchos integrantes de las más prósperas economías están empezando a concordar con la visión de Raspail».  La ONG de izquierdas Southern Poverty Law Center ha comparado el libro con Los diarios de Turner, atribuyendo su popularidad entre los nacionalistas blancos a los paralelos de la trama con la teoría de la conspiración del genocidio blanco.
El libro volvió a la lista de libros más vendidos, clasificándose entre los cinco primeros en librerías en Francia desde marzo de 2011. Steve Bannon, ex estratega jefe del presidente estadounidense Donald Trump, mencionó el libro unas tres veces alrededor de 2016; la revista Newsweek caracterizó al libro como «poco conocido».

## Trama
El desembarco (Le Camp des Saints) es una novela sobre migración de población y sus consecuencias. En Calcuta, India, el gobierno belga anuncia una política para permitir que niños indios sean adoptados en Bélgica. Esta iniciativa es revertida cuando el consulado belga se ve inundado de padres deseosos de entregar a sus jóvenes criaturas.
Cerca del fin de la historia, el alcalde de la ciudad de Nueva York es forzado a compartir su residencia oficial, la Mansión Gracie, con tres familias, la Reina del Reino Unido tiene que aceptar el matrimonio de su hijo con una paquistaní, y solo un beodo soldado ruso queda en la frontera ruso-china cuando miles de chinos la cruzan como enjambre para entrar a Siberia. El único país que resiste es Suiza, pero la presión internacional lo aísla como estado paria, viéndose obligado a capitular y abrir sus fronteras.

## Publicación
El crítico Jean-Marc Moura destacó las primeras ediciones:
- Robert Laffont, París, 1973
- Club français du livre, París, 1974
- Charles Scribner's Sons, Nueva York, 1975, The Camp of the Saints[14]
- Plaza & Janés, Barcelona, 1975[15]
- Publicaçoes Europe-America, Lisboa, 1977
- Ace Books, New York, 1977
- Sphere Books, Londres, 1977
- Robert Laffont, Paris, 1978
- Plaza y Janès (Varia), Barcelona, 1979
- Le Livre de poche, París, 1981
- Institute for Western Values, Alexandria Va, USA, 1982
- Robert Laffont, París, 1985

Otras ediciones incluyen:
- Hohenrrain Verlag, Tübingen, 1987, 2006, Das Heerlager der Heiligen
- J'ai lu, París, 1989
- Oranjewerkers Promosies, Pretoria, 1990
- Edizioni di Ar, Padua, 1998, Il Campo dei Santi.
- Robert Laffont, París, 2002
- Klub Ksiazki Katolickiej, Poznan, 2006
- Altera, Barcelone, 2007
- Ing Radomia Fiuska, Prague, 2010
- Robert Laffont, París, 2011
- Uitgeverij Egmont, Brussel, 2015
- Uitgeverij De Blauwe Tijger, Groningen, 2016[16][17]